# 克里斯蒂安·佩雷斯
克里斯蒂安·佩雷斯（Christian Perez，1963年5月13日—），生于马赛，是退役了的法国足球运动员，是1992年欧锦赛法国国家足球队成员。
佩雷斯身高1.63米，曾被誉为是「继普拉蒂尼之后法国最好的中场球员」。代表法国国家队参加过1992年瑞典欧锦赛，并在揭幕战中助攻队友让-皮埃尔·帕潘打进一球，佩雷斯的职业生涯效力过多支法甲球队，包括尼姆，蒙彼利埃，巴黎圣日耳曼，摩纳哥和里尔。其中为法甲劲旅巴黎圣日耳曼效力4年，出场127次射入22个进球，入选了巴黎圣日耳曼名人堂。
1996年赛季中期，33岁的佩雷斯来到中国甲A联赛，效力上海申花，立刻成为申花队的中场核心，被认为是申花队引进的第一位取得成功的大牌外援。他曾在比赛中从中场超远距离吊射击中门框，结果连当值主裁著名的“笑面虎”魏吉鸿都拍着他的背对其能力表示赞许。在申花队效力一个半赛季后佩雷斯宣布挂靴。

## 个人荣誉
- 1996年法国杯 亚军 尼姆奥林匹克
- 1997年中国甲A联赛 亚军 上海申花